# Wydział zabójstw, Hollywood
Wydział zabójstw, Hollywood (ang. Hollywood Homicide) – amerykańska komedia kryminalna z 2003 roku w reżyserii Rona Sheltona. 

## Fabuła
Film opowiada o dwójce policjantów, którzy prowadzą dochodzenie w sprawie morderstwa w hollywoodzkim klubie. Nie są zbyt zaangażowani w śledztwo, ponieważ pochłaniają ich prywatne sprawy. Jeden z nich, Joe Gavilan został zmuszony dorabiać jako agent nieruchomości, a drugi K.C. Calden każdą wolną chwilę poświęca na ćwiczenie jogi, a jego najskrytszym marzeniem jest kariera aktorska. 
Z większości filmów o policjantach Wydział zabójstw, Hollywood wyróżnia to, że główni bohaterowie nie wykonują swojego zawodu z pasji, czy z powołania. Sensacyjna intryga jest tylko jednym z wątków opowieści. Równie ciekawy jest obraz prywatności Joego i Caldena, a także portret wielokulturowego, pełnego blichtru Los Angeles. 
Inspiracją do stworzenia filmu były historie opowiadane przez kobiety i mężczyzn, którzy pracowali nad sprawami kryminalnymi na terenie Hollywood. Wiele najbardziej absurdalnych spraw z filmu wydarzyło się naprawdę.

## Główne role
- Harrison Ford – sierżant Joe Gavilan
- Josh Hartnett – detektyw K.C. Calden
- Isaiah Washington – Antoine Sartain
- Master P – Julius Armas
- Martin Landau – Jerry Duran
- Lolita Davidovich – Cleo Ricard

## Odbiór

### Box office
Budżet filmu jest szacowany na 75 milionów dolarów. W Stanach Zjednoczonych i w Kanadzie film zarobił 30,9 mln USD. W innych krajach przychody również wyniosły 20,2 mln, a łączny przychód 51,1 mln dolarów.

### Krytyka w mediach
Film spotkał się z umiarkowanie negatywną reakcją krytyków. W serwisie Rotten Tomatoes 30% ze 162 recenzji jest pozytywne, a średnia ocen wyniosła 4,71/10. Na portalu Metacritic średnia ocen z 36 recenzji wyniosła 47 punktów na 100.